# Мелес Зенави
Мелес Зенави Есрес (መለስ ዜናዊ አስረስ Mäläs Zenawi Äsräs; 8. мај 1955 — 20. август 2012) био је етиопски револуционар, те председник и премијер Етиопије.

## Биографија
Рођен је 1955. године у граду Адви, регион Тиграј. Завршио је основну и средњу школу у Адис Абеби и две године студирао медицину на Универзитету у Адис Абеби, након чега је 1975. прекинуо школовање и придружио се Народноослободилачком фронту Тиграја (НОФТ). Ова герилска група била је једна од неколико њих које су покренуле борбу против марксистичке војне хунте Дерг на челу са Менгисту Хајле Маријамом, иако је и Народноослободилачки форнт Тигреа такође био марксистичка организација. Зенави је постао секретар Извршног комитета НОФТ 1983. године, а убрзо и вођа коалиције неколико герилских група, познате по именом Етиопски народни револуционарни демократски фронт.
По завршетку грађанског рата и уласку јединица ЕНРДФ-а у Адис Абебу, маја 1991. године, Менгисту и његови сарадници побегли су из земље, а Зенави је дошао на чело прелазне владе. Тада је допустио Еритреји отцепљење од Етиопије и уредио земљу на федеративном принципу. Зенави је током герилске борбе примао помоћ од Запада, те је по доласку на власт постао њихов савезник.

### Премијер
По престанку рада Прелазне владе, Зенави је постао председник Етиопије. Одржавањем првих парламентарних избора у Етиопији 1995. године, Зенави је напустио председничко место и на изборима победио на месту новог премијера. На изборима одржанима 2000. године, поновно је био изабран за премијера, а исти се резултат поновио и 2005. године, што је стварало све веће незадовољство међу редовима опозиције. У демонстрацијама које су уследиле у главном граду, 193 цивила је погинуло у полицијској паљби, њих 763 је било рањено, а преко 10.000 је завршило у затвору.
Јула 2012. године, Мелес Зенави је био хоспитализован у Белгији. Умро је 20. августа у Бриселу, када му се стање погоршало током опоравка од операције тумора на мозгу. Сахрањен је 2. септембра у Адис Абеби. Његовом погребу присуствовало је више од 20 афричких председника и неколико хиљада Етиопљана.